# Odette Annable
Odette Juliette Annable (született Yustman) (Los Angeles, Kalifornia, 1985. május 10. –) amerikai színésznő.
Leginkább a Doktor House című drámasorozatból, a Cloverfield című horrorfilmből és a Supergirl című szuperhős-sorozatból ismert.

## Élete és pályafutása
Édesanyja kubai, míg édesapja kolumbiai születésű, de Nicaraguában nőtt fel, a férfi olasz és francia felmenőkkel is bír. Riversideban végzett a Woodcrest Christian High School-ban.
1990-ben egy spanyolul beszélő diákot alakított az Ovizsaru című filmvígjátékban. 1990–1996 között nem szerepelt filmben. 2007–2008 között az October Road című televíziós sorozat főszereplője volt. Főszerepeket kapott a 2007-es Egy tönkretett élet: A kamera előtt és a 2009-es A túlvilág szülötte című filmekben is. 2010-2011 között Annie-t alakította a Testvérek című sorozatban. 2011-2012 között ismét főszerepet játszott, ezúttal a Simlisek című vígjátéksorozatban.

## Magánélete
2010-ben ment hozzá korábbi filmbéli partneréhez, Dave Annablehez.

## Filmográfia

### Film
| Év   | Magyar cím                         | Eredeti cím                                | Szerep                    | Magyar hang       |
| ---- | ---------------------------------- | ------------------------------------------ | ------------------------- | ----------------- |
| 1990 | Ovizsaru                           | Kindergarten Cop                           | Rosa                      |                   |
| 1996 | Égiposta                           | Dear God                                   | Angela                    |                   |
| 2006 | Holiday                            | The Holiday                                | csókolózó lány            | nem szólal meg    |
| 2007 | Transformers                       | Transformers                               | népszerű lány             |                   |
| 2007 | A lankadatlan – A Dewey Cox sztori | Walk Hard: The Dewey Cox Story             | füvező lány               |                   |
| 2008 | Cloverfield                        | Cloverfield                                | Elizabeth "Beth" McIntyre | Vadász Bea        |
| 2009 | A túlvilág szülötte                | The Unborn                                 | Casey Beldon              | Ruttkay Laura     |
| 2010 | Végjáték                           | Operation: Endgame                         | Mértékletesség            | Roatis Andrea     |
| 2010 | Szexterápia (Csoportos szex)       | Group Sex                                  | Vanessa                   | Nyírő Eszter      |
| 2010 | És hamarosan a sötétség            | And Soon the Darkness                      | Ellie                     | Pálmai Anna       |
| 2010 | Már megint Te?!                    | You Again                                  | Joanna Clark              | Nemes Takách Kata |
| 2011 | Gazdátlanul Mexikóban 2.           | Beverly Hills Chihuahua 2                  | Chloe (hangja)            | Kiss Virág        |
| 2011 | Álcák csapdája                     | The Double                                 | Natalie Geary             |                   |
| 2012 | Gazdátlanul Mexikóban 3.           | Beverly Hills Chihuahua 3: Viva la Fiesta! | Chloe (hangja)            | Kiss Virág        |
| 2015 | Igaz hazugságok                    | The Truth About Lies                       | Rachel Stone              |                   |

### Televízió
| Év        | Magyar cím                          | Eredeti cím                       | Szerep                     | Megjegyzések                                      |
| --------- | ----------------------------------- | --------------------------------- | -------------------------- | ------------------------------------------------- |
| 1996      | Danielle Steel: Emlékezés           | Remembrance                       | Charlotte                  | tévéfilm                                          |
| 2004      |                                     | Quintuplets                       | Kelly Helberg              | 1 epizód                                          |
| 2006      |                                     | South Beach                       | Arielle Casta              | 6 epizód                                          |
| 2006      | Monk – A flúgos nyomozó             | Monk                              | Courtney                   | 1 epizód                                          |
| 2007      | Egy tönkretett élet: A kamera előtt | Reckless Behavior: Caught on Tape | Emma Norman                | tévéfilm                                          |
| 2007–2008 |                                     | October Road                      | Aubrey Diaz                | 19 epizód                                         |
| 2008      |                                     | Life on Mars                      | Adrienne                   | 4 epizód                                          |
| 2010–2011 | Testvérek                           | Brothers & Sisters                | Annie                      | 5 epizód                                          |
| 2011–2012 | Simlisek                            | Breaking In                       | Melanie Garcia             | - 12 epizód - magyar hangja: - Gáspár Kata        |
| 2011–2012 | Doktor House                        | House, M.D.                       | Dr. Jessica Adams          | - 22 epizód - magyar hangja: - Zakariás Éva       |
| 2013      | Mintazsaru                          | Golden Boy                        | Ada O'Connor               | 2 epizód                                          |
| 2013      | Új csaj                             | New Girl                          | Shane                      | 1 epizód                                          |
| 2013      |                                     | Westside                          | Sophie Nance               | próbaepizód                                       |
| 2013      | Nyugi, Charlie!                     | Anger Management                  | Jamie                      | 1 epizód                                          |
| 2013–2015 | Banshee                             | Banshee                           | Nola Longshadow            | 8 epizód                                          |
| 2014      | Két pasi – meg egy kicsi            | Two and a Half Men                | Nicole                     | 3 epizód                                          |
| 2014      | Doktor Rush                         | Rush                              | Sarah                      | 5 epizód                                          |
| 2015      |                                     | The Astronaut Wives Club          | Trudy Cooper               | 20 epizód                                         |
| 2015      | Jogászok ásza                       | The Grinder                       | Devin Stutz                | 3 epizód                                          |
| 2016–2017 |                                     | Pure Genius                       | Dr. Zoe Brockett           | főszereplő                                        |
| 2017–2018 | Elena, Avalor hercegnője            | Elena of Avalor                   | Senorita Marisol (hangja)  | - 2 epizód - magyar hangja: - Sallai Nóra         |
| 2017–2020 | Supergirl                           | Supergirl                         | Samantha Arias / Uralom    | - főszereplő (3. évad) - vendégszereplő (5. évad) |
| 2018      | Nincs alvás karácsonyig             | No Sleep 'Til Christmas           | Lizzie                     | tévéfilm                                          |
| 2019–2020 | Mondj egy mesét                     | Tell Me a Story                   | Madelyn "Maddie" Pruitt    | főszereplő (2. évad)                              |
| 2021      | Fantasy Island – Az álmok szigete   | Fantasy Island                    | Daphne                     | - 2 epizód - magyar hangja: - Haffner Anikó       |
| 2021–2024 | Walker                              | Walker                            | Geraldine "Geri" Broussard | - főszereplő - magyar hangja: - Szabó Zselyke     |

## Fordítás
- Ez a szócikk részben vagy egészben  az   Odette Annable című angol Wikipédia-szócikk ezen változatának fordításán alapul.  Az eredeti cikk szerkesztőit annak laptörténete sorolja fel. Ez a jelzés csupán a megfogalmazás eredetét és a szerzői jogokat jelzi, nem szolgál a cikkben szereplő információk forrásmegjelöléseként.